# Richard Cosway
Richard Cosway RA (05 tháng 11 năm 1742 - 04 tháng 7 năm 1821) là một nhà lãnh đạo ảnh chân dung họa sĩ của thời đại Regency, lưu ý cho mình tiểu cảnh. Ông là một người đương thời của John Smart, George Engleheart, William Wood, và Richard Crosse. Vợ ông là họa sĩ Maria Cosway, một người bạn thân thiết của Thomas Jefferson.
Richard Cosway sinh ra ở Tiverton, Devon, con của một hiệu trưởng. Ông được đào tạo tại Trường Blundell, nhưng ở tuổi mười hai, ông được phép đi đến London để học vẽ tranh. Ông đã giành một giải thưởng từ Hiệp hội các nghệ sĩ năm 1754 và năm 1760 đã thành lập doanh nghiệp riêng của mình. Ông đã trưng bày tác phẩm đầu tiên của ông ở tuổi 20 vào năm 1762 và đã sớm được nhu cầu.
Ông là một trong những thành viên liên kết đầu tiên của Học viện Hoàng gia, được bầu vào tháng 8 năm 1770, và được bầu vào tháng 3 năm sau, trong cuộc bỏ phiếu của chủ tịch viện hàn lâm Sir Joshua Reynolds.  Ông được bao gồm trong chân dung của Johan Zoffany về các thành viên của Học viện (bắt đầu năm 1771); một sự bổ sung muộn của tác phẩm, ông được vẽ trên một dải vải thêm, gắn bên phải của bức tranh.
Ông đã vẽ tương lai vua George IV năm 1780 và được bổ nhiệm làm Painter cho Prince of Wales  vào năm 1785-lần duy nhất danh hiệu này đã từng được trao giải thưởng. Các chủ đề của ông bao gồm người vợ đầu tiên của Hoàng tử, Maria Anne Fitzherbert, và nhiều quý tộc người Anh và Pháp, bao gồm Madame du Barry, tình nhân của vua Louis XV của Pháp.